# Marcin Piątek
Marcin Piątek (ur. 1974) – polski mykolog i fitopatolog. 

## Życiorys
Ukończył studia na Wydziale Ogrodniczym Uniwersytetu Rolniczego w Krakowie, od 1998 jest pracownikiem Zakładu Mikologii w Instytut Botaniki PAN w Krakowie i stypendystą Fundacji na rzecz Nauki Polskiej (dwukrotnie). 
Tematyka jego prac obejmowała początkowo klad Agaricomycotina, następnie Ustilaginomycotina. W swoich publikacjach opisał m.in. rodzaj Cabalodontia i gatunki:

- Antherospora tractemae Piątek & M. Lutz (2011)
- Anthracoidea mulenkoi Piątek (2006)
- Cintractia bulbostylidicola Piątek & Vánky (2007)
- Cintractia majewskii Piątek & Vánky (2005)
- Entyloma crepidis-tectori Piątek (2006)
- Formicomyces microglobosus Siedlecki & Piątek (2023)[2]
- Microbotryum silenes-acaulis M. Lutz et al. (2008)
- Sporisorium austroafricanum Piątek (2008)
- Sporisorium kenyanum Piątek (2006)
- Testicularia africana Vánky & Piątek (2006)
- Urocystis deschampsiae Piątek (2006)
- Urocystis rostrariae Piątek (2006)
- Urocystis skirgielloae Piątek (2006)
- Ustilago aldabrensis Piątek & Vánky (2007)

Autor i współautor 150 publikacji, w których opisano jedną nową rodzinę, sześć rodzajów i 23 gatunki grzybów.